# Onthophagus kolaka
Onthophagus kolaka är en skalbaggsart som beskrevs av Huijbregts och Jan Krikken 2009. Onthophagus kolaka ingår i släktet Onthophagus och familjen bladhorningar. Inga underarter finns listade i Catalogue of Life.